# Xuetes
Els xuetes (pronunciat /ʃu'ətəs/), també anomenats xuetons, són un grup social de l'illa de Mallorca, descendents d'una part dels jueus mallorquins conversos al cristianisme i dels quals, al llarg de la història, s'ha conservat la consciència col·lectiva del seu origen per mor de ser portadors d'algun dels cognoms, de llinatge convers, afectat per les condemnes inquisitorials per criptojudaisme al darrer quart del segle xvii, o per estar-hi estretament emparentats. Els xuetes han estat històricament estigmatitzats i segregats, per la qual cosa, i fins a la primera meitat del segle xx, han practicat una estricta endogàmia. Avui dia, entre 18.000 i 20.000 persones a l'illa són portadores d'algun d'aquests cognoms.

## Etimologia i altres denominacions
La paraula xueta es documenta per primera vegada a l'entorn dels processos inquisitorials iniciats el 1688, com expressió usada pels mateixos processats. La seva etimologia és discutida i compta amb diverses hipòtesis; les més acceptades són:
1. Procediria de juetó,[Nota 3] diminutiu de jueu que hauria derivat a xuetó, expressió encara viva, i d'aquest hauria evolucionat a xueta. El principal argument per defensar aquesta proposta és que el seu ús primigeni era autodefinitori i això exclouria connotacions denigratòries.
2. Per altres, es tractaria d'una expressió despectiva que procediria de la paraula xulla (pronunciat xuia o xua, [ˈʃueə])[Nota 4] i faria referència als hàbits alimentaris dels conversos en relació al consum de porc[Nota 5] o pel costum, present en diverses cultures, d'usar noms ofensius relacionats amb el porc per designar els jueus i els conversos.[Nota 6]
3. Una tercera proposta relacionaria ambdues etimologies: la paraula xuia hauria provocat la substitució de la j de juetó per la x donant xuetó i, així mateix, s'hauria anat imposat xueta sobre xuetó per la major semblança fonètica amb xuia.[9]

També se'ls ha denominat del carrer del Segell, pel carrer del mateix nom que donà nom a la barriada on vivien concentrats i també del carrer, bé per reducció de l'expressió anterior, bé pel retorn del castellà de la calle, propi de la documentació oficial inquisitorial, a causa de la proximitat fonètica amb del call, fent referència a l'antic barri jueu de la ciutat de Mallorca; modernament s'ha volgut relacionar amb el carrer de l'Argenteria, que actualment és el carrer xueta per excel·lència, on, fins fa poc, s'hi concentraven la majoria dels residents a Palma i que fa nom per un dels oficis més característics del grup.
En alguns documents s'han fet servir les expressions dhebreu, gènere hebreorum o destirp hebrea; també hom els ha anomenat directament jueus, o amb el castellanisme judio [ʒodío], macabeus o, amb relació a les seves professions més habituals, argenters i marxandos.
Després dels processos inquisitorials, la paraula xueta va esdevenir ofensiva, i els designats han preferit referir-se a si mateixos amb els noms més neutres del Segell, del carrer o, més habitualment, amb noltros o es nostros oposat a ets altres o es de fora del carrer.

## Els cognoms
Els llinatges considerats xuetes són: Aguiló, Bonnín, Cortès, Fortesa, Fuster, Martí, Miró, Picó, Pinya, Pomar, Segura, Tarongí, Valentí, Valleriola i Valls.
En tot cas, deriven d'una comunitat conversa molt més àmplia, atès que els registres de les conversions a cavall dels segles xiv i XV, així com els de la Inquisició, de finals del XV i principis del xvi, documenten més de 330 cognoms entre els conversos i els condemnats per judaïtzar Mallorca. També alguns mallorquins porten cognoms de procedència clarament jueva, que no són tenguts per descendents d'hebreus, ni xuetes (per exemple: Abraham, Amar, Bofill, Bonet, Daviu, Duran, Homar, Jordà, Maimó, Salom, Vidal i d'altres).
Però la procedència conversa no és condició suficient per ser xueta, sinó que és necessari que aquest origen hagi quedat fixat en la memòria col·lectiva dels mallorquins mitjançant la identificació de les famílies i llinatges així considerats. Per tant, si bé els xuetes són descendents de conversos, només una part dels descendents de conversos són xuetes.

## Genètica xueta
Diversos estudis genètics realitzats, principalment, pel Departament de Genètica Humana de la Universitat de les Illes Balears han acreditat que els xuetes conformen un bloc genèticament homogeni afí a les poblacions jueves orientals, però també relacionats amb els asquenazites i els jueus nord-africans, tant si s'analitza el cromosoma Y, d'ascendència patrilineal, com si s'analitza l'ADN mitocondrial, d'ascendència matrilineal.
Així mateix poden presentar algunes patologies d'origen genètic, com és la Febre mediterrània familiar, compartida amb els jueus sefardites i una alta freqüència d'hemocromatosi, particular d'aquesta comunitat.

## La història dels xuetes

### Els antecedents

#### Els conversos (1391-1488)

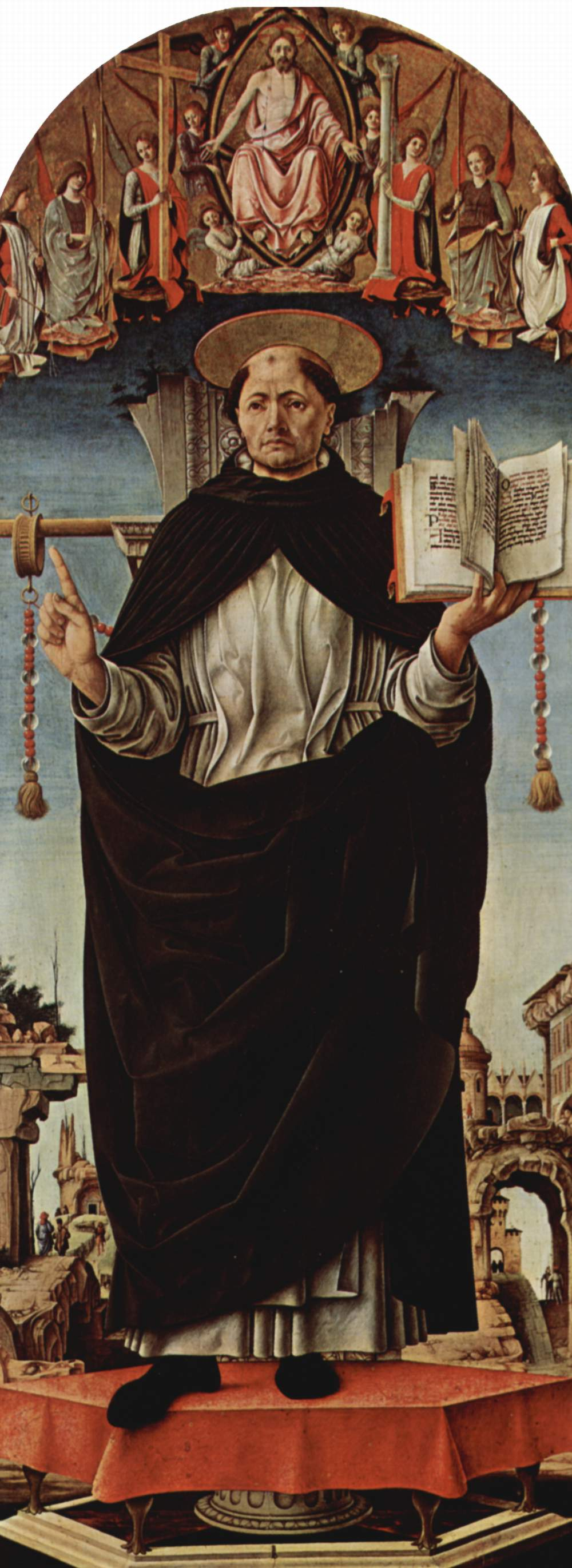
Sant Vicent Ferrer, actiu predicador per a la conversió dels Jueus.

Fins a finals del segle xiv l'església mallorquina destinà importants esforços a la conversió dels jueus, però els seus èxits tingueren un caràcter anecdòtic i sense conseqüències sobre l'estructura social. Però l'assalt als calls de 1391, les predicacions del Sant Vicent Ferrer el 1413 i la conversió de les restes de la comunitat jueva de Mallorca, el 1435, crearen situacions de risc i perill col·lectiu per la qual cosa es produïren les conversions forçades en massa que donaren lloc al fenomen social dels conversos.
Per això, una bona part dels neòfits continuà amb les seves pràctiques comunitàries i religioses tradicionals. Es constituí la Confraria de Nostra Senyora de Gràcia o de Sant Miquel dels Conversos com a instrument que substituïa, en bona part, l'antiga aljama, resolent les necessitats del grup en molts d'àmbits: assistència a les necessitats, justícia interna, vincles matrimonials i, naturalment, cohesió religiosa. Aquests conversos, fins al darrer quart del segle XV pogueren desenvolupar les seves activitats, en part clandestines, sense patir una excessiva pressió externa, ni institucional ni social, com ho acrediten la poca activitat de la Inquisició papal i l'escassa normativa gremial de segregació per raó de l'origen jueu. Això, probablement, els permeté mantenir el gruix del grup de conversos relativament intacte.

#### Els inicis de la Inquisició espanyola, (1488-1544)

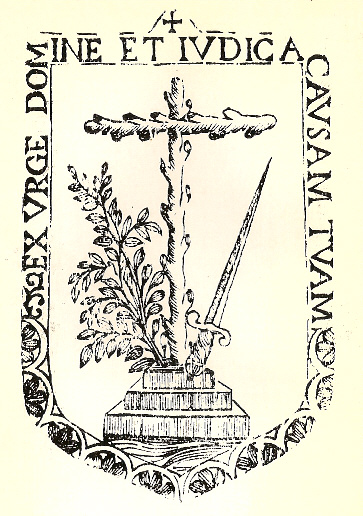
Escut de la Inquisició usat a Mallorca.

El 1488, quan encara vivien alguns dels darrers conversos de 1435, arriben a Mallorca els primers inquisidors del nou tribunal implantat pels Reis Catòlics —que estaven assajant de crear un estat nació sobre la base de la uniformització religiosa. Com a tota la Corona d'Aragó, la seva implantació anà acompanyada de queixes i mostres de rebuig general, que de poc serviren. El seu objectiu central era la repressió del criptojudaisme i començaren per aplicar els Edictes de Gràcia, procediment d'autoinculpació per heretgia que permetia evitar condemnes severes.
Pels Edictes de Gràcia (1488-1492), 559 mallorquins reconegueren pràctiques judaiques i la Inquisició obtingué els noms de la major part dels judaitzants mallorquins, sobre els quals, juntament amb les seves famílies i els seus cercles més propers, exerciria una duríssima activitat punitiva. Posteriorment i fins al 1544 foren reconciliats 239 criptojueus i es relaxà al 537; d'aquests 82 foren efectivament ajusticiats i cremats, i la major part de la resta, 455, que varen ser cremats en estàtua, o ja eren difunts o aconseguiren fugir —aquest exili no s'ha de confondre amb el decret d'expulsió de 1492 que a Mallorca no va tenir aplicació, ja que no hi quedava, oficialment, cap jueu des de 1435.

#### La nova clandestinitat (1545-1673)
Aquest període es caracteritza per la reducció del grup per fugida dels penitenciats de l'època anterior i per l'adhesió incondicional al catolicisme de la major part dels que quedaren, però simultàniament es comencen a estendre els estatuts de neteja de sang en una part d'organitzacions gremials i ordes religiosos. Malgrat tot, persisteix un petit grup romanent del gran col·lectiu convers mallorquí, concentrat a l'entorn d'alguns carrers, integrant d'organitzacions gremials i mercantils específiques, amb una marcada i complexa endogàmia i, amb una part significativa dels seus membres, practicant clandestinament el judaisme.
En aquesta època, la Inquisició mallorquina deixà d'actuar contra els judaitzants, tot i tenir indicis de pràctiques prohibides. Les causes podrien ser la participació de l'estructura inquisitorial en les bandositats interiors mallorquines, l'aparició de nous fenòmens religiosos com algunes conversions a l'islam i al protestantisme o el control de la moralitat del clergat. Però, sens dubte, també per l'adopció d'estratègies de protecció més eficaces per part dels criptojueus —els processos inquisitorials posteriors ens informen que la transmissió de les pràctiques religioses es feien en l'àmbit familiar quan el jove arribava a l'adolescència i, molt sovint en el cas de les dones, quan se sabia qui seria el seu espòs i la seva opció religiosa.
En aquest context, el 1632 el promotor i fiscal del tribunal mallorquí, Juan de Fontamar, enviava un report a la Suprema Inquisició en què acusava als criptojueus mallorquins de trenta-tres càrrecs, entre els quals hi havia: la negativa a casar-se amb cristians de natura i el rebuig social dels que ho feien; la pràctica del secretisme; la imposició de noms de l'Antic Testament als fills; la identificació de la tribu d'origen i la concertació de matrimonis en funció d'aquest fet; l'exclusió, en el domicili, de la iconografia del Nou Testament i la presència de la de l'Antic; el menyspreu i els insults als cristians; l'exercici de professions relacionades amb pesos i mesures per tal d'enganyar els cristians; l'obtenció de càrrecs dins l'església per després burlar-se’n amb impunitat; l'aplicació d'un sistema legal propi; la realització de col·lectes pels seus pobres; el finançament d'una sinagoga a Roma on hi tendrien un representant; la realització de reunions clandestines; el compliment de pràctiques dietètiques jueves, incloses les del sacrifici d'animals i les dels dejunis; l'observació del Sàbat; l'evitació dels serveis religiosos en el moment de la mort; i, fins i tot, la realització sacrificis humans…sorprenentment la Inquisició no actuà en aquell moment.

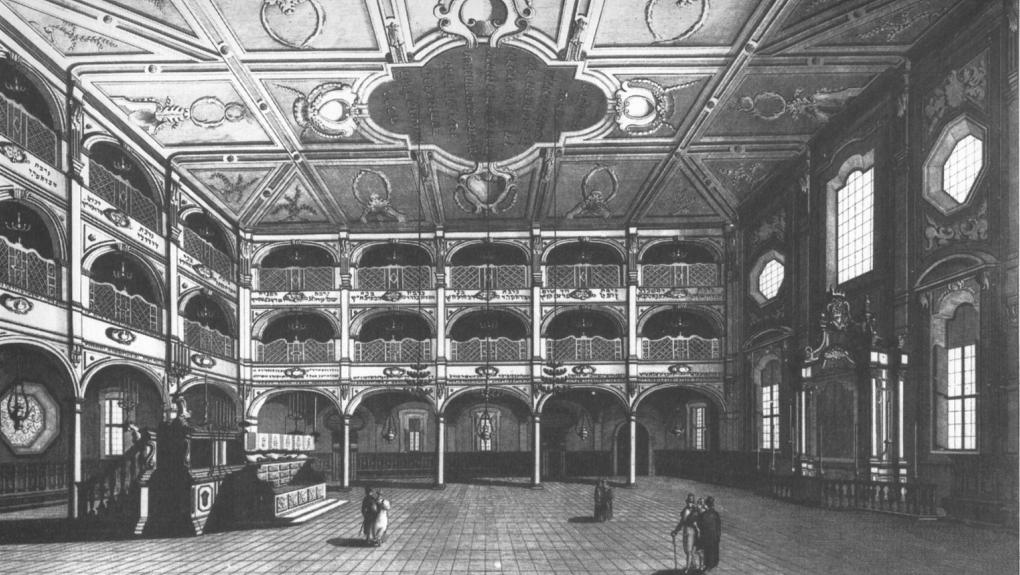
Sinagoga de Liorna (edificada al segle XVII), ciutat de referència pels criptojueus mallorquins.

 A l'entorn de 1640, els descendents de conversos inicien un fort procés d'ascens econòmic i d'influència comercial. Amb anterioritat, i amb alguna excepció, havien estat petits menestrals, botiguers de portal i distribuïdors al detall, però a partir d'aquest moment, i per causes poc explicades, alguns comencen a destacar en l'activitat econòmica: creen companyies mercantils complexes, participen del comerç exterior, arribant a controlar, a les vespres dels processos inquisitorials, el 36% del total, dominen el mercat assegurador i la distribució minorista de productes d'importació. Per una altra banda, les empreses i companyies són participades, habitualment, només per conversos i destinen part dels seus beneficis a obres de caritat en el si de la comunitat, a diferència de la resta de la població que acostuma a fer-ho mitjançant deixes pietoses a l'església.
A causa de la intensa activitat econòmica exterior es reprenen els contactes amb les comunitats jueves internacionals, especialment de Liorna, de Roma, de Marsella i d'Amsterdam, mitjançant les quals els conversos tenen accés a literatura judaica. Se sap que Rafel Valls, líder religiós dels conversos mallorquins, va viatjar a Alexandria i Esmirna en l'època del fals messies Sabatai Seví, tot i que es desconeix si en va tenir cap contacte.
Probablement en aquest moment es configura un sistema d'estratificació social interna —tot i que també s'afirma que és una deixa de l'època jueva—, que distingiria una mena d'aristocràcia de la resta del grup, més tard denominats orella alta i orella baixa, i altres distincions basades en la religió, la professió i el parentiu que acaben configurant un teixit d'aliances i evitacions entre cognoms, les quals tenen una gran influència en les pràctiques endogàmiques de l'època.

### La gènesi xueta

#### La segona persecució (1673-1695)
Les causes per les quals la inquisició tornà a actuar contra els judaitzants mallorquins després de quasi 130 anys d'inactivitat, i en una època en què la inquisició ja estava en hores baixes, no són prou clares: les necessitats financeres de la corona, la preocupació de sectors econòmics decadents davant l'ascens i dinamisme comercial dels conversos, la represa de pràctiques religioses en comunitat, en comptes de limitades a l'àmbit domèstic, un rebrot del zel religiós i el judici contra Alonso López podrien estar entre els factors que hi influïren.

##### Els indicis
Fins al 1670 són molt escasses les referències concretes als conversos mallorquins, però a partir d'aquesta data esdevenen freqüents en la documentació gremial, fiscal, inquisitorial o en dietaris. Això posa de manifest la percepció general de l'existència del grup i algunes d'elles anuncien la mobilització inquisitorial posterior:

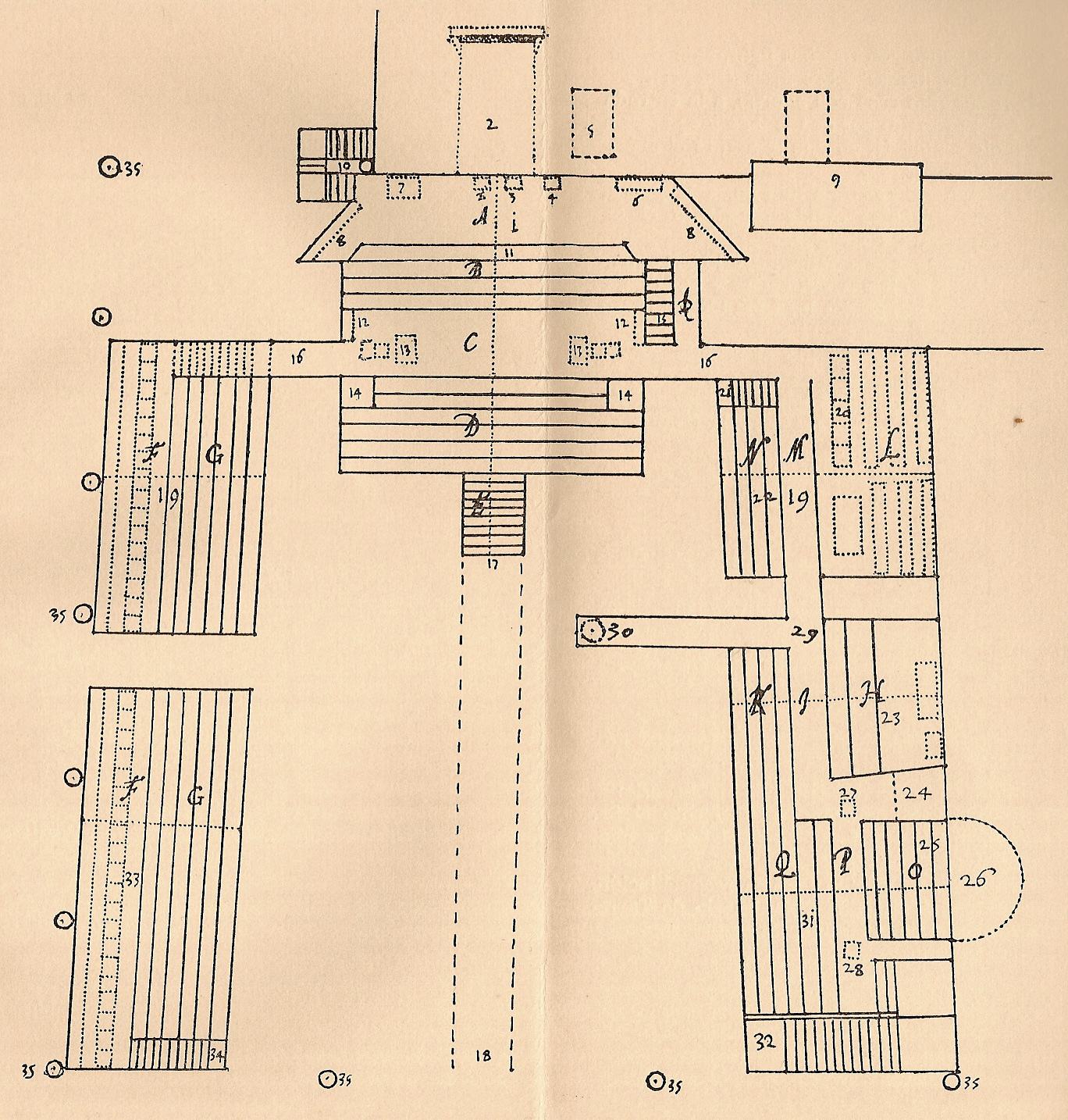
Plànol de l'entaulat de l'acte de fe de 1675 a Mallorca.

 El juliol de 1672 un comerciant informava a la inquisició que uns jueus de Liorna li havien demanat referències sobre els jueus de Mallorca anomenats Forteses, Aguilons, Martins, Tarongins, Cortesos, Picons….
El 1673 un vaixell amb un grup de jueus expulsats d'Orà per la Corona espanyola i amb destí a Liorna, va fer escala a Ciutat, la Inquisició va detenir a un jove d'uns 17 anys que es feia dir Isaac López, el qual havia nascut Madrid i batejat amb el nom d'Alonso, i que de nin fugí a Barbaria amb els seus pares conversos. Alonso es negà a qualsevol penediment i finalment fou cremat viu el 1675. La seva execució provocà una gran commoció entre els judaitzants, alhora que fou objecte de gran admiració per la seva persistència i coratge.
El mateix any de la detenció de López, unes criades de conversos informaren al seu confessor del coneixement que tenien de les cerimònies judaiques que practicaven els seus amos, als quals havien espiat.

##### La conspiració

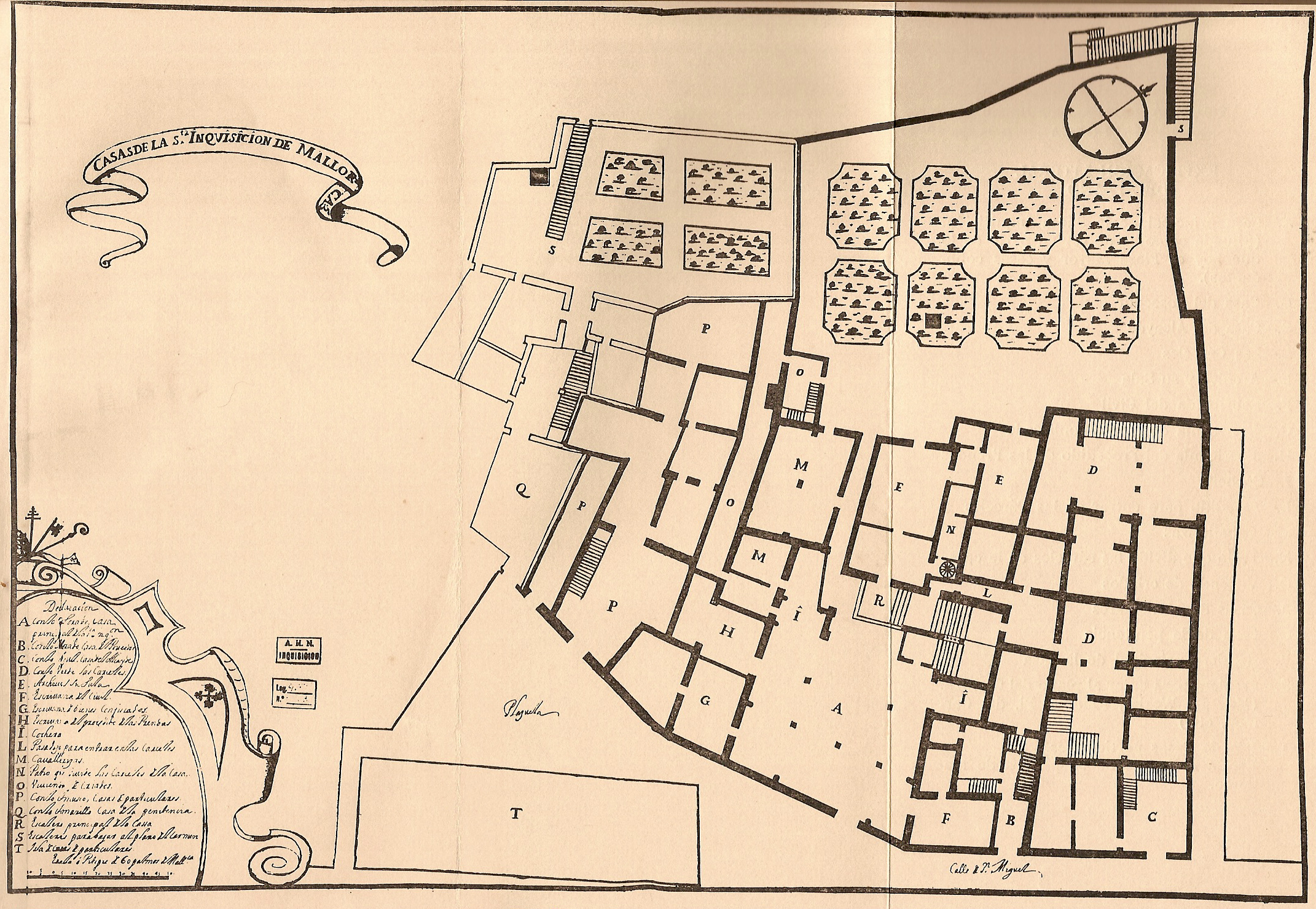
Plànol de la seu de la Inquisició de Mallorca, edificada en càrrec a les confiscacions dels penitenciats el 1678.

El 1677, amb quatre anys de retard, la Suprema Inquisició ordenà a la mallorquina actuar sobre el cas de la confessió de les criades. En les mateixes dates els observants, com s'autodenominaven en referència a l'observància de la Llei de Moisès, es reunien en un hort de Ciutat on celebraven el dia del perdó (Yom Kippur). Es procedí a la detenció d'un dels líders de la comunitat criptojueva de Mallorca, Pere Onofre Cortès, àlies Moixina, amo d'una de les criades i propietari de l'hort, juntament amb cinc persones més. A partir d'aquí es procedeix a detenir, en el lapse d'un any, 237 persones.
Els acusats pogueren acordar, ajudats per funcionaris corruptes, les seves confessions, donar una informació limitada i només denunciar el mínim de correligionaris possible. Tots els acusats sol·licitaren el retorn a l'església i, per tant, foren reconciliats.
Una part de la pena consistí en la confiscació de tots els béns dels condemnats, que varen ser valorats en dos milions de lliures mallorquines que, per les normes inquisitorials s'havia d'ingressar en moneda circulant. Es tractava d'una quantitat exorbitant (654 tones d'argent) i, segons una protesta del Gran i General Consell, no hi havia tant de numerari a tota l'illa.
Finalment a la primavera de 1679, se celebraren cinc actes de fe, el primer dels quals anà precedit per la destrucció, i sembra de sal, de l'hort on es reunien els conversos. En ells es pronuncià sentència condemnatòria contra 221 conversos, davant una multitud expectant. Després, els que tenien condemna de presó, foren portats a complir la pena a les noves presons que havia edificat la Inquisició amb els béns confiscats.

##### La cremadissa

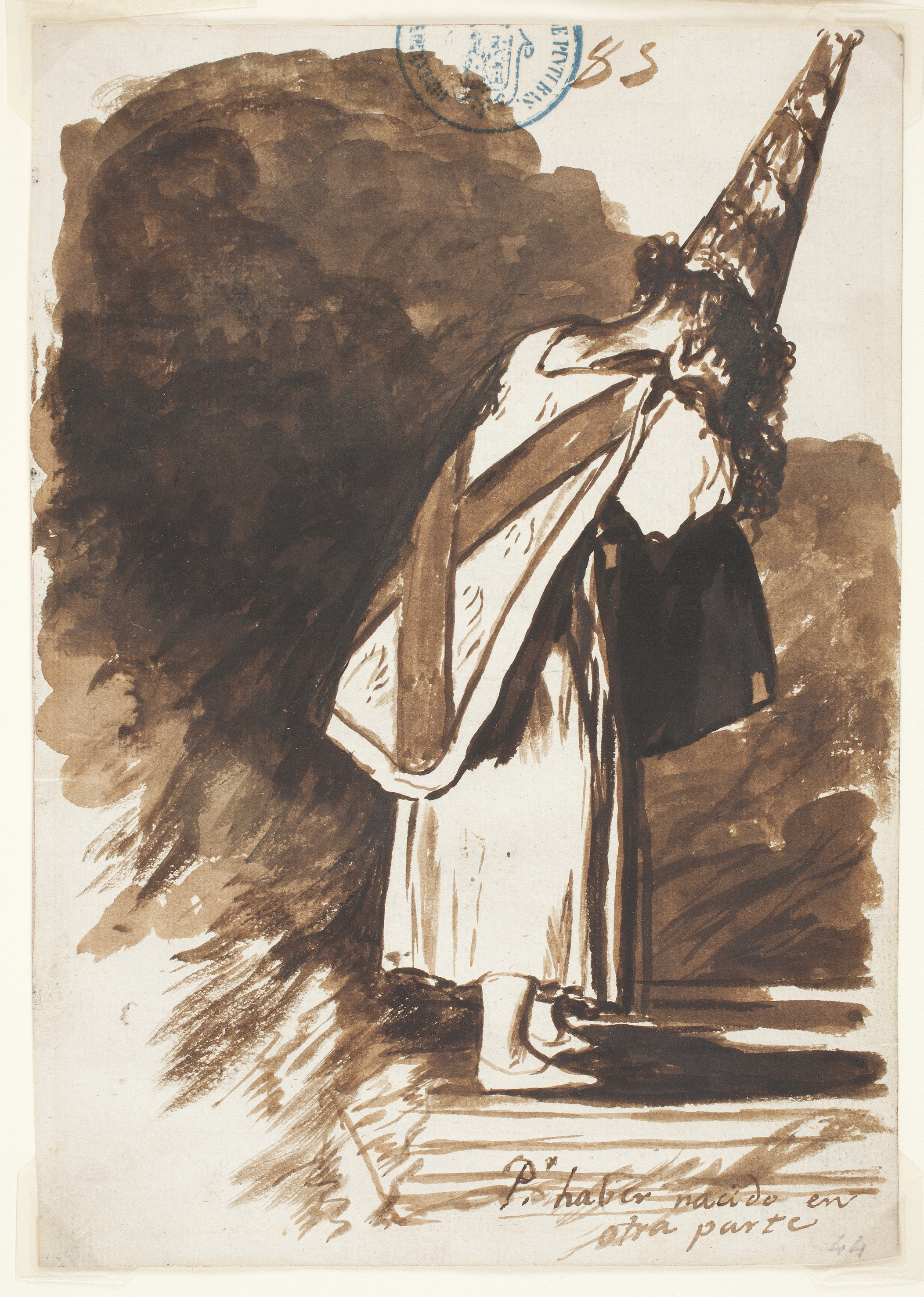
Penitenciat (Francisco de Goya).

Complides les penes de presó, gran part dels que persisteixen en la fe jueva, evidenciades les seves pràctiques clandestines, amoïnats per la vigilància inquisitorial i vexats per una societat que els considerava responsables de la crisi econòmica que provocaren les confiscacions, decideixen fugir de l'illa en petits grups de manera escalonada, uns quants se'n sortiren.
Enmig d'aquest procés, un fet anecdòtic precipità una nova onada inquisitorial. Rafel Cortès, àlies Cap loco, s'havia casat en segones núpcies amb una dona de cognom convers, Miró, però de religió catòlica. Els seus familiars no el felicitaren per les noces i l'acusaven de malmesclat. Per despit va denunciar alguns dels seus correligionaris davant la Inquisició de mantenir la fe prohibida. Sospitant que hi havia hagut una delació general s'acordà una fuga en massa. El 7 de març de 1688 un gran grup conversos s'embarcà clandestinament en un vaixell anglès amb destí a Amsterdam, però un sobtat temporal n'impedí la sortida i de matinada tornaren a llurs cases. La Inquisició en va ser advertida i tots foren detinguts.
Els processos es perllongaren tres anys, amb un estricte règim d'aïllament que evità qualsevol entesa que, juntament amb una percepció de derrota religiosa per la impossibilitat d'escapar, va debilitar la cohesió del grup. L'any 1691 la Inquisició en tres actes de fe, va condemnar vuitanta-vuit persones, d'aquestes 45 foren relaxades, 5 cremades en estàtua, 3 els seus ossos i 37 efectivament ajusticiades, d'aquestes, 3, Rafel Valls, i els germans Rafel Benet i Caterina Tarongí cremats vius. Ho presenciaren trenta mil persones.
Les condemnes dictades per la Inquisició comportaven altres penes que havien de mantenir-se durant almenys dues generacions: els familiars directes dels condemnats, així com els seus fill i nets, no podien ocupar càrrecs públics, fer-se ordenar sacerdots, casar-se amb persones que no fossin xuetes, portar joies o muntar a cavall. Aquestes dues últimes penes no sembla que es duguessin a terme, però les altres van seguir vigents per la força del costum, més enllà de les dues generacions estipulades.

##### Els darrers processos
Encara no s'havia tancat el capítol processal, quan la inquisició inicià, i finalment suspengué, uns quants procediments contra persones denunciades pels acusats dels actes de fe de 1691, la majoria difunts, únicament es realitzà un acte de fe el 1695 contra 11 difunts i una dona viva que fou reconciliada. També al segle xviii la inquisició va dur a terme dos processos individuals: el 1718 Rafel Pinya s'inculpà espontàniament i fou reconciliat, el 1720 Gabriel Cortès, àlies Morrofés, fugitiu a Alexandria i convertit formalment al judaisme, fou relaxat i cremat en estàtua, essent el darrer condemnat a mort per la Inquisició mallorquina.
No hi ha dubte que aquests darrers són casos anecdòtics; amb els processos de 1691 la percepció de derrota religiosa i la por generalitzada va fer impossible el sosteniment de la fe ancestral i s'acompliren els objectius inquisitorials: la confiscació dels béns, sobretot en els processos de 1678; escalivar els heretges, que es perllongà fins al segle xx; i sotmetre els conversos al cristianisme. És a partir d'aquells fets que podem començar a parlar, en el seu sentit modern, dels xuetes.

#### La propaganda antixueta

##### La Fe Triunfante

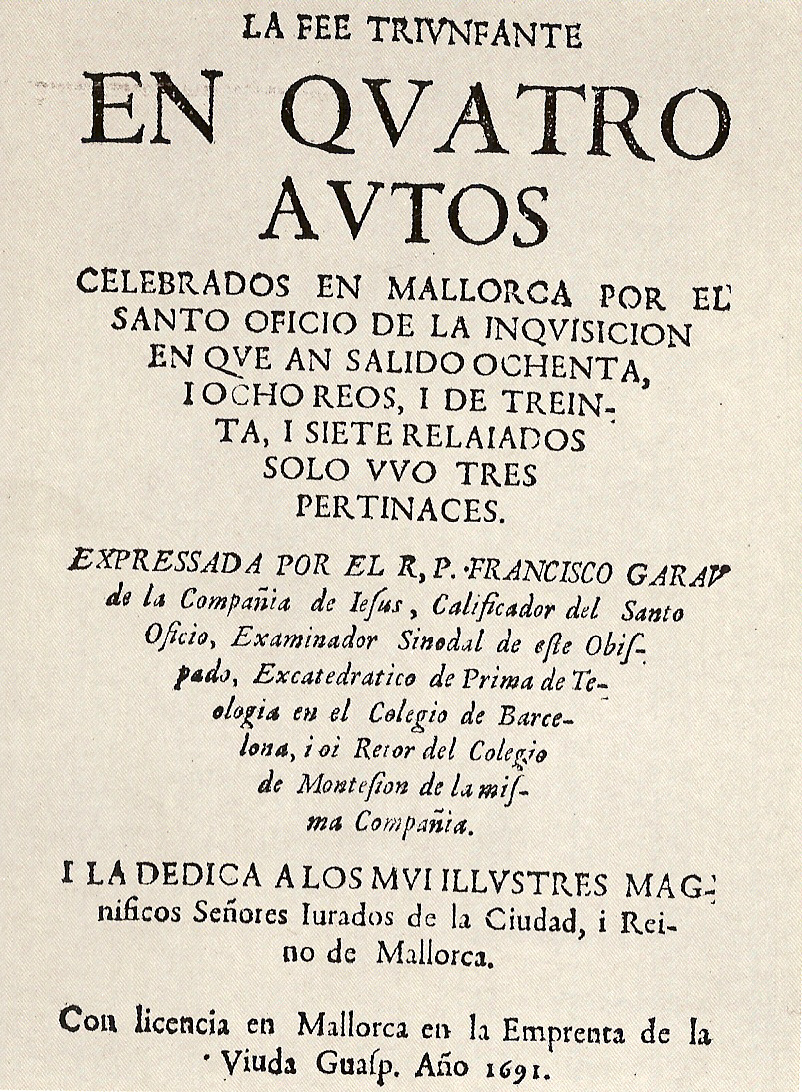
Primera edició de la Fe Triunfante de Francesc Garau (1691).

El mateix any dels actes de fe de 1691, Francesc Garau, jesuïta, teòleg i actiu participant en els processos inquisitorials, publicà la Fee Triunfante en quatro autos celebrados en Mallorca por el Santo Oficio de la Inquisición en què an salido ochenta i ocho reos, i de treinta, i siete relaiados solo uvo tres pertinaces, deixant de banda la seva importància com a font documental i històrica, la intenció del llibre era perpetuar el record i la infàmia dels conversos i contribuí notablement a donar bases ideològiques a la segregació dels xuetes i a perpetuar-la. Fou reeditat el 1755, va ser usat en l'argumentari per limitar els drets civils dels xuetes i serví de base al libel de 1857 La Sinagoga Balear o historia de los judíos mallorquines. Al segle xx se n'han fet abundants reedicions tot i que amb intenció contrària a la de l'autor, atès que alguns fragments escandalitzen per la seva cruesa i manca de la més elemental sensibilitat.

##### Les gramalletes

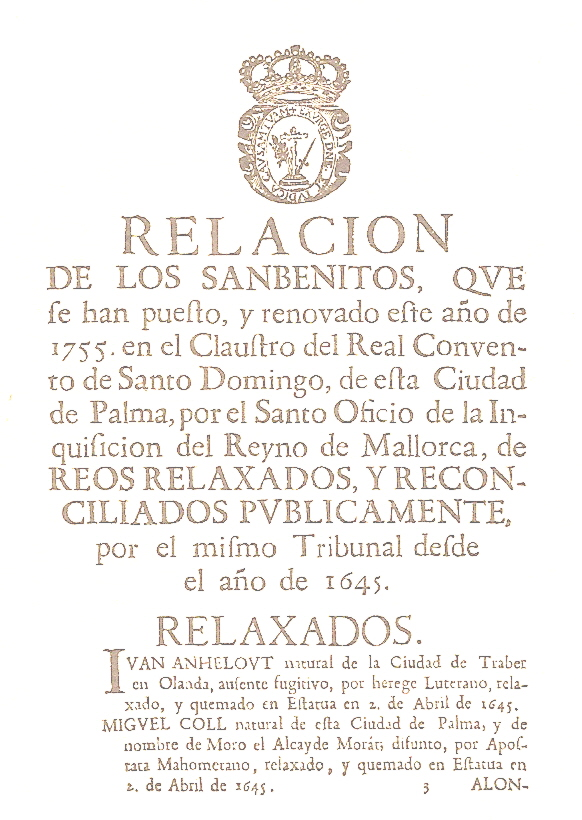
Portada de la Relación de Sanbenitos…de Palma… 1755.

La gramalleta era un hàbit penitencial amb què eren obligats a vestir els condemnats per la Inquisició, també denominats sambenets. Les seves característiques decoratives informaven dels delictes comesos i de la pena imposada. Una vegada finalitzats els actes de fe es pintava un quadre amb el condemnat portant la gramalleta i indicant el nom del seu posseïdor. En el cas de Mallorca, s'exposaven al claustre de St. Domingo on era exhibit públicament per perpetuar el record exemplificador de la sentència.
Per mor del seu deteriorament, la Suprema Inquisició ordenà diverses vegades, des del segle xvii, la seva renovació. La qüestió resultava conflictiva per la presència d'un gran nombre de llinatges, alguns dels quals coincidien amb alguns de la noblesa. Finalment el 1755 es complí l'ordre, però només s'imposà la renovació de les posteriors al 1645 i, per tant, els llinatges implicats en pràctiques judaiques es limitava als estrictament xuetes, deixant de reproduir les de més d'un milenar de penitenciats i dos centenars de cognoms de condemnats per criptojudaisme. Aquesta reducció de la representació pública dels penitenciats va facilitar en gran manera l'adhesió del conjunt de la societat mallorquina a la ideologia discriminatòria, en la mesura que el grup de descendents de conversos quedava perfectament, i falsament, definit i aïllat.
El mateix any 1755, en què també fou reeditada La Fe Triunfante, es publicà la Relación de los sanbenitos que se han puesto, y renovado este año de 1755, en el Claustro del Real Convento de Santo Domingo, de esta Ciudad de Palma, por el Santo Oficio de la Inquisición del Reyno de Mallorca, de reos relaxados, y reconciliados publicamente por el mismo tribunal desde el año de 1645, per insistir en la necessitat de no oblidar, malgrat l'oposició activa dels afectats. Les gramalletes varen restar exposades fins al 1820, en què un grup de xuetes assaltà Sant Domingo i les cremà.

### La comunitat xueta
L'actitud de la Inquisició, que en un principi volia forçar la desaparició dels jueus mitjançant la seva integració forçosa a la comunitat cristiana, va provocar un efecte paradoxal, i gairebé sense paral·lels. Perpetuant la memòria de la part més recent dels condemnats i, per extensió, de tots els portadors dels llinatges infamants, encara que no en fossin parents o haguessin estat sincers cristians, va generar una comunitat que, encara que ja no tengués elements religiosos judaics, ha conservat una estructuració grupal molt pròxima a la resta de comunitats jueves de la diàspora: el seu paper en el sistema econòmic, la forta cohesió de grup, l'endogàmia interna, el model de cooperació i interdependència, la consciència de judeitat i hostilitat social exterior són elements que, en diferents graus, els han fet ser percebuts com encara jueus, o amb més precisió com a jueus catòlics, i forniren les bases organitzatives del grup després del trasbals inquisitorial.
En el context mallorquí dels segles xvii a XIX, la solució comunitària era coherent amb una estructura social molt més rígida que la dels segles anteriors, en la qual també nobles, mercaders, artesans, jornalers o pagesos conformaven unitats endogàmiques impermeables entre si, que igualment han persistit fins a temps relativament recents, tot i no ser portadors d'un estigma social.
Però la comunitat que sorgeix després dels processos inquisitorials, a més dels canvis en l'orientació religiosa, també modifica aspectes substancials de l'estructuració anterior, i una vegada recuperat el protagonisme econòmic que havien tengut anteriorment, inicien un procés intens i constant de lluita activa per la igualtat de drets que marquen els contorns més definits de la història dels xuetes, i en aquest àmbit sorgeixen, al llarg de la història, personatges singulars que destaquen per la seva lluita a favor de la igualtat de drets: es Sastre xueta Rafel Cortès Fuster, el comerciant Bartomeu Valentí Forteza, àlies Moixina, el prevere Josep Tarongí Cortès o els intel·lectuals Miquel Forteza i Pinya i Gabriel Cortès Cortès. Per contra la societat circumdant, especialment les institucions civils i religioses, s'armà d'un corpus doctrinal de resistència a la igualtat, a partir de La fe triunfante, que es desenvolupa al segle xviii i ha perdurat fins al XX.

#### Elseglexviii

##### La Guerra de Successió (1706-1715)
Com en la resta de la societat illenca, entre els xuetes hi hagué austriacistes i borbònics, però, per una part d'ells, la dinastia francesa era percebuda com un element de modernització en matèria religiosa i social, perquè a França no era possible una actitud de repressió i discriminació semblant a la que s'havia patit al llarg de la dinastia dels Àustries i, especialment, pel que fa a Mallorca, del darrer Carles.
Per això un petit nucli de xuetes, comandat per Gaspar Pinya, importador i negociant de robes i proveïdor de la noblesa botifler, participà de manera ben activa a favor de la causa filipista. De fet, el 1711 descoberta una conspiració finançada per ells, va patir presó i embargament dels seus béns, tot i que, en finalitzar el conflicte, foren recompensats amb el privilegi de portar espasa o amb oficis públics no remunerats, que no afectaren a la resta de la comunitat.

##### Els conflictes religiosos
Fins als processos inquisitorials havia estat habitual l'existència de religiosos del Segell; fins i tot alguns estaven emparentats amb els judaitzants, però a partir dels actes de fe es tornà més difícil accedir als ministeris religiosos, que requerien autorització episcopal. La sortida més senzilla passava per professar ordres monacals a fora, que no requerien llicència tot i que no els era permès residir a l'illa, o bé accedir a ordes menors a l'espera d'un bisbe tolerant que els volgués autoritzar de les majors. Ambdues estratègies provocaren greus conflictes.
Es documenten expulsions per ordre reial de frares xuetes, ordenats a França i Gènova i retornats a l'illa, els anys 1739, 1748 i 1763; pel que fa al sacerdoci, el Capítol de la Catedral pressionà davant els bisbes per impedir ordenacions i llicències per autoritzar-les en altres bisbats. S'arribà a donar el cas d'un beneficiat que esperà 30 anys per obtenir el grau de prevere.

##### Els conflictes gremials
Ja durant el segle xvi s'havien anat implantant els estatuts de neteja de sang en diferents gremis, encara que hi ha indicis que en bona part tengueren una aplicació laxa fins als processos inquisitorials, a partir dels quals es generalitzen: el 1689, els velluters se separen en dos, els del carrer i la resta; i impedeixen l'ingrés dels conversos: tintorers (1691); forners (1695); cirurgians i barbers (1699); sastres (1701); esparters (1702); fusters (1705); escrivans i procuradors (1705); i pintors i escultors (1706); encara el 1757, els corders es divideixen en dos com abans havien fet els velluters. Per tant, els xuetes acabaren constrets als seus gremis tradicionals: velluters, mercers, argenters i marxandos, que no tenien normes d'exclusió però que acabaren essent quasi exclusius. Això portà a diferents conflictes amb relació a professionals que ja exercien amb anterioritat a aquestes disposicions, essent el més conegut el cas de la nissaga de sastres Cortès que pledejaren durant 30 anys i tres generacions per tal de poder exercir la seva professió. L'anada a Madrid del de Rafel Cortès, es Sastre xueta, per a defensar-se en aquest plet fou el desencadenant de les gestions que culminaren en les pragmàtiques de Carles III.

##### La reedició de la Fe Triunfante1755

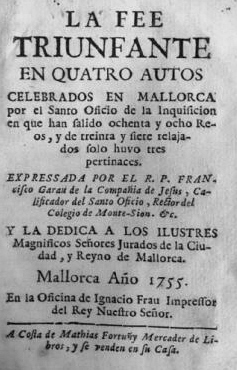
Portada de la segona edició de La Fee triunfante… 1755.

El sastre Rafel Cortès Fuster, Tomàs Forteza i Jeroni Cortès, geperut, entre d'altres, intentaren evitar la reedició de la Fe triomfal, el 1755, mitjançant una protesta a l'Audiència de Mallorca que acordà de paralitzar-ne la distribució; finalment la intervenció de l'Inquisidor, permeté de reprendre'n la seva venda.

##### Els diputats del Carrer (1773-1788)

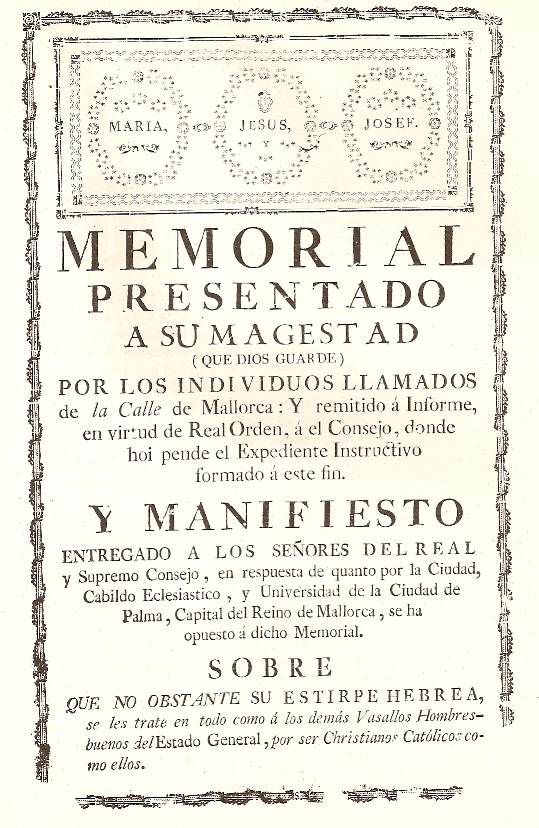
Alegació en defensa dels drets dels xuetes davant la cort de Carles III.

El 1773 els xuetes designaren un grup de sis diputats, coneguts popularment amb el nom de perruques pel luxós guarniment que portaven en les seves gestions, perquè s'adreçassin al Rei Carles III reclamant la plena igualtat social i jurídica amb la resta de mallorquins. Des de la Cort s'acordà fer consultes a les institucions mallorquines, les quals s'oposaren de manera frontal i decidida a les pretensions dels descendents dels conversos. Tot plegat va portar a un procés llarg i costós, en el qual les parts posaren sobre la taula els seus arguments de manera apassionada. Els documents que en donen fe són una prova de fins a quin punt la discriminació era un fet amb profundes arrels ideològiques i de la perseverança dels xuetes en les seves exigències d'igualtat.
A l'octubre de 1782 el fiscal de la Reial Audiència de Mallorca, tot i saber que el resultat de les deliberacions havia estat favorable als xuetes, elevà un memorial, acompanyat d'argumentacions d'alt contingut racista, en el qual es proposava la suspensió de l'acord i el desterrament dels xuetes a Menorca i a Cabrera, on serien confinats amb fortes restriccions de la seva llibertat.

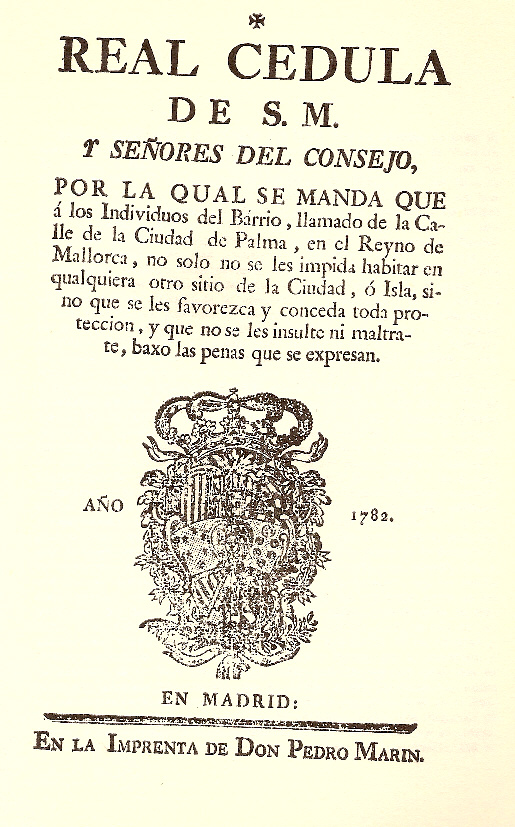
Primera de les tres reials cèdules dictades per Carles III (1782).

Finalment, el Rei s'inclinà tímidament en favor dels xuetes i el 29 de novembre de 1782 se signà la Reial Cèdula que decretava la llibertat de moviments i residència, l'eliminació de qualsevol element arquitectònic distintiu del barri del Segell, i la prohibició d'insults, maltractes i l'ús expressions denigrants. També, però de manera reservada, el monarca es mostrava favorable a establir la plena llibertat professional i la participació dels xuetes a la marina i a l'exèrcit, però dona instruccions que aquestes disposicions no es facin efectives fins que, passat un temps, es calmassin els ànims.
Encara no havia passat mig any, i els diputats tornen a insistir demanant l'accés a qualsevol ocupació, informant que els insults i la discriminació no havien cessat i protestant de l'exhibició dels sambenets a St. Domingo. El Rei designà una junta per estudiar el problema, la qual proposà: la retirada dels sambenets, la prohibició de la Fe Triunfante, la dispersió en el conjunt de la ciutat, si calgués per força, dels xuetes, l'eliminació de qualsevol mecanisme formal d'ajuda mútua entre ells, l'accés sense restriccions a tots els graus eclesiàstics, universitaris i militars, l'abolició dels gremis i la supressió dels estatuts de neteja de sang, i si això no fos possible limitar-los a 100 anys, aquestes dues darreres proposen què siguin aplicades a tot el regne.
De nou, s'obre un període de consultes i un nou procés, que generà a l'octubre de 1785 una segona Reial Cèdula, que ni de molt s'acosta a la proposta de la junta, la qual es limita a declarar-los aptes per a l'exèrcit i la funció pública. Finalment el 1788 una darrera disposició estableix la plena igualtat en l'exercici de qualsevol ofici, però encara ni una paraula sobre els graus universitaris ni els eclesiàstics. També aquest any des de la Cort i la Inquisició General es feren gestions per retirar els sambenets del claustre, però sense èxit.
Probablement, l'efecte més palpable de les Reials Cèdules fou la lenta desarticulació del carrer. Es consolidaren - tot i que ja n'hi havia alguns - petits nuclis xuetes a la majoria de pobles i, tímidament, alguns s'establiren a altres carrers i parròquies. Per la resta, es mantengueren les actituds de discriminació social, l'endogàmia matrimonial i la pràctica dels oficis tradicionals, però sobretot la segregació fou oberta i declarada en els àmbits dels honors, l'educació i de la religió, bastions no tocats per la normativa carolina.

#### Elseglexix

##### El final de l'antic règim (1808-1868)
Mallorca no va ser ocupada durant la invasió napoleònica i, a diferència de Cadis, de predomini liberal, s'hi establiren principalment els refugiats d'ideologia més intransigent i favorable a l'antic règim; és en aquest context que el 1808 un grup de 300 soldats mobilitzats per anar al front, acusen els xuetes de ser els causants i assalten el Segell.
El 1812, la Constitució de Cadis, vigent fins al 1814, suprimeix la Inquisició i estableix la plena, i tan anhelada, igualtat civil, cosa que feu que els xuetes més actius s'adherissin a la causa liberal. El 1820 novament instaurada la Constitució, un grup de xuetes assaltà la seu de la Inquisició i el Convent de Sant Domingo i en cremà els arxius i les gramalletes. Al seu torn en abolir-se novament, el 1823 es torna a assaltar el Carrer i a saquejar els comerços. Aquests episodis foren freqüents a l'època, també a la part forana on es documenten aldarulls a Felanitx, Llucmajor, Pollença, Sóller, Campos… en l'àmbit religiós fou significatiu l'episodi succeït el 1810, del prevere Josep Aguiló, àlies capellà Mosca que després d'infructuosos intents, aconseguí un púlpit on predicar a l'església de Sant Felip Neri, l'episodi finalitzà, dies després, amb l'assalt a l'església i amb la trona purificada en un fogueró.

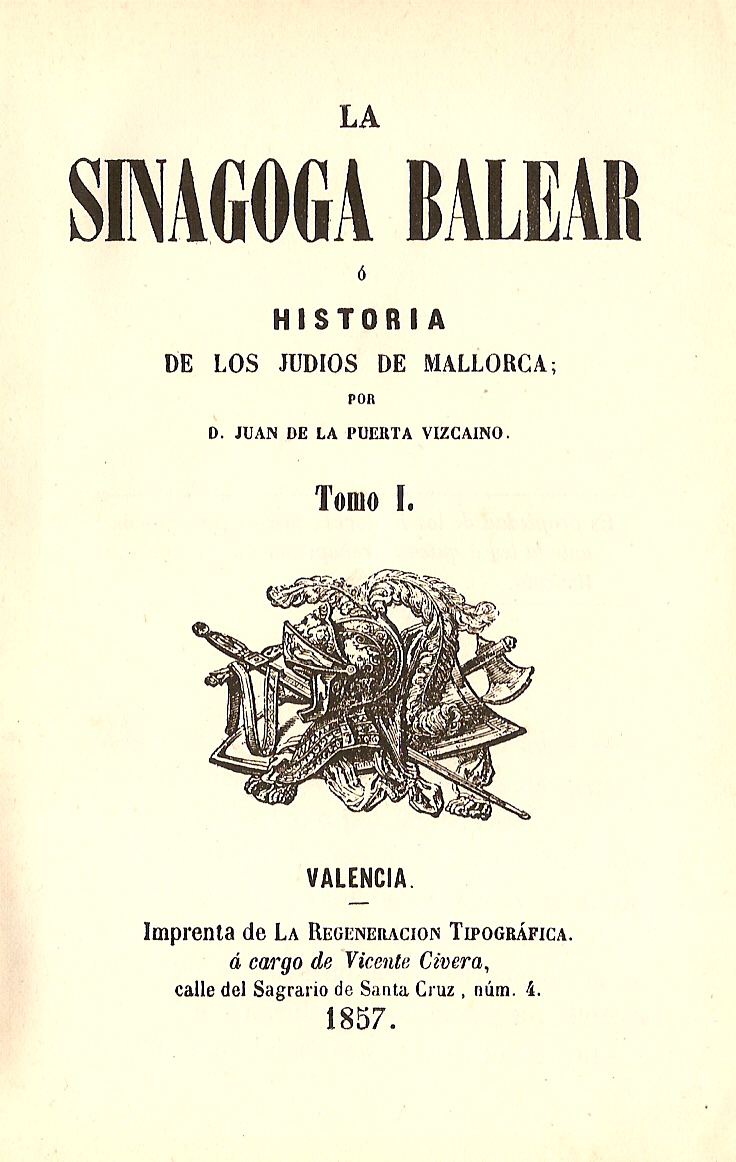
Portada interior de La Sinagoga Balear.

Coincidint amb els períodes progressistes, els xuetes creen societats recreatives i de socors mutus i entren a les institucions de la mà dels partits liberals, el primer, l'any 1836, fou Onofre Cortès que va ser designat regidor de l'Ajuntament de Palma. Per primera vegada des del segle xvi un xueta ocupa càrrecs institucionals d'un nivell equiparable, a partir d'aquí serà habitual la seva presència al consistori i a la Diputació Provincial.
Entre el 1850 i el 1854 es desenvolupà un llarg procediment penal per injúries, conegut amb el nom de Plet de Cartagena, a causa que dos joves xuetes benestants foren expulsats del ball de carnaval del Casino Balear per mor del seu origen i que finalitzà amb la condemna penal del president de la societat.
El 1857 es publicà La sinagoga balear o historia de los judíos de Mallorca, signada per Juan de la Puerta Vizcaino, que en bona part reprodueix La Fe triunfante i que un any més tard seria replicada amb l'obra Un milagro y una mentira. Vindicación de los mallorquines cristianos de estirpe hebrea, de Tomàs Bertran i Soler.

##### El final de segle (1869-1900)
Encara que la dualitat ideològica a la comunitat xueta es rastreja des d'abans dels processos inquisitorials, és en aquest context d'alternances virulentes que es posa de manifest: un grup, segurament minoritari però influent, era declaradament liberal, més tard republicà, i moderadament anticlerical, es manifestava bel·ligerant en la lluita per la liquidació de qualsevol rastre de discriminació, i un altre, potser majoritari però quasi imperceptible en el rastre històric, era ideològicament conservador i fervorosament religiós, es mostrava partidari del passar desapercebut. En el fons ambdues estratègies pretenien el mateix, la desaparició del problema xueta, uns evidenciant la injustícia i els altres mimetitzant-se en la societat circumdant.

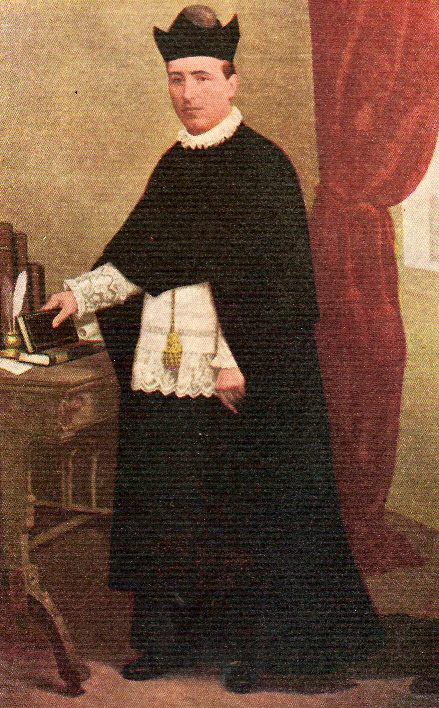
Retrat de Josep Tarongí Cortès, (1847-1890).

Tot d'una que varen poder, algunes famílies benestants donaren als seus fills una elevada formació intel·lectual i jugaren un important paper en els moviments artístics de l'època. En particular, cal destacar el paper cabdal que tengueren Renaixença catalana en la defensa de la llengua i en la recuperació dels Jocs Florals. El precedent fou Tomàs Aguiló i Cortès, a principis del XIX, i els continuadors més destacats, entre d'altres, Tomàs Aguiló i Forteza, Marian Aguiló i Fuster, Tomàs Forteza i Cortès, Ramón Picó i Campamar, etc.
Pel que fa al tema xueta, és de destacar la figura de Josep Tarongí Cortès, prevere i escriptor, que va cursar estudis religiosos amb dificultats i que s'hagué d'ordenar, llicenciar i obtenir una canongia fora de Mallorca a causa del seu origen, protagonitzà la major polèmica sobre la qüestió xueta del segle xix, en ser privat de predicar a l'església de Sant Miquel el 1876, fet pel qual inicià una polèmica amb el també eclesiàstic Miquel Maura i Montaner, germà del polític Antoni, de la que participaren molts altres actors i que tengué una gran transcendència a dins i a fora de l'illa.

#### Elseglexx

##### Fins a la II Guerra Mundial (1900-1945)
Durant el primer terç del segle xx, a Mallorca es produeixen significatius canvis que comencen a rompre la inèrcia social dels darrers segles: Palma inicià la seva expansió fora de les muralles i a atreure nous residents (espanyols o estrangers) per als quals la condició de xueta no significa res, així mateix l'economia evoluciona cap a models menys tradicionals que comencen a alterar l'adscripció professional per raó de naixement.
En aquest context, gener i l'octubre de 1923, l'urbanista i polític xueta Guillem Forteza Pinya fou batle de Palma. També, entre 1927-30, durant la dictadura de Primo de Rivera, ho foren Joan Aguiló Valentí, àlies Cera i Rafel Ignasi Cortès Aguiló, àlies Bet.
El breu període de la República també va tenir la seva importància degut al laïcisme oficial i al fet que bona part dels xuetes simpatitzessin amb el nou model d'Estat, de la mateixa manera que anteriorment ho havien fer amb les idees il·lustrades i liberals. Fou durant l'època republicana quan un sacerdot xueta oficià per primera vegada el sermó a la catedral de Palma, fet que va tenir una gran importància simbòlica.
Acabat el període republicà, molts xuetes foren víctimes de la repressió franquista, però també molts donaren suport a la rebel·lió militar, tot i que sembla que a principis de la Guerra Civil i més tard cap als anys 40, a instància de Falange i del govern de l'Alemanya nazi, es varen fer llistes i enquestes per a un eventual control dels xuetes als quals es consideraria vinculats als jueus europeus i per a preparar la seva eventual deportació a camps d'extermini. S'atribueix al Bisbe Miralles l'encomana d'un report que augmentàs en gran manera el nombre d'afectats fins a una quantitat inassumible, per tal d'evitar les actuacions.

##### Des de la postguerra europea fins avui (1945-2013)
El prejudici anti-xueta va començar a desaparèixer irreversiblement amb la implantació d'un model econòmic basat en l'explotació industrial del turisme a partir dels anys 50, causant de grans canvis demogràfics i del creixement urbà que altera definitivament l'estructura social tradicional i el model d'implantació grupal en el territori, cosa que ha fet evolucionar el grup de “comunitat estructurada” a “categoria social conscient” dels seus orígens, que es manifesta amb múltiples aspectes, el més significatiu dels quals és la progressiva desaparició dels matrimonis endogàmics; a Palma d'un 85% el 1900 a un 20% el 1965 i que actualment són pràcticament inexistents.
Però encara l'any 1966, la publicació de l'assaig històric Els descendents dels Jueus Conversos de Mallorca. Quatre mots de la veritat, de Miquel Forteza i Pinya, germà del batle Guillem, en el qual es difongueren les troballes de Baruch Braunstein a l'Archivo Histórico Nacional de Madrid, publicades als USA l'any 1936, que demostraven que a Mallorca les condemnes per judaïtzant havien afectat més de 200 cognoms mallorquins, va provocar la darrera gran polèmica popular sobre la qüestió xueta. En aquest moment es pot situar simbòlicament l'arraconament en l'àmbit privat de les actituds discriminatòries, desapareixent, pràcticament, les seves expressions públiques. Per contra, la publicació de Forteza encetà una reeixida línia editorial a la mateixa illa, continuada actualment, que ha generat dotzenes de llibres que tracten el tema des de distintes perspectives, cosa que fa de la qüestió xueta un dels temes més estudiats per la historiografia mallorquina.
La llibertat de culte privat establerta per les lleis del final del franquisme va possibilitar un cert contacte amb el judaisme i van propiciar, en els anys 60, certs moviments d'aproximació que no s'han concretat més enllà del cas de Nicolau Aguiló que el 1977 emigrà a Israel i retornà al judaisme amb el nom Nissan ben Avraham, obtenint posteriorment el títol de Rabí. En tot cas, el judaisme i els xuetes han tengut una relació de certa ambivalència pel fet de tractar-se de jueus de tradició cristiana, fet no previst per les autoritats polítiques i religioses d'Israel, que semblen donar importància al fet de ser de tradició cristiana, mentre que pels xuetes interessats en alguna forma d'aproximació, la seva existència diferenciada només s'explica pel fet de ser jueus. Potser aquesta dualitat explica l'existència d'un culte sincrètic judeocristià anomenat “cristianisme xueta”, per altra part molt minoritari, predicat per Gaietà Martí Valls. De totes maneres, el juliol del 2011 foren reconeguts els xuetes com jueus pel Tribunal Rabínic del rabí Nissim Carelitz, de Benei Brak. El Tribunal és un dels més prestigiosos en el món jueu, encara que les seves decisions no siguin reconegudes automàticament per l'Estat d'Israel.
Un fet important, amb l'adveniment de la democràcia, fou l'elecció el 1979 de Ramon Aguiló Munar, batle socialista de Palma fins al 1991, la seva elecció per votació popular es pot considerar la principal evidència del declivi de la discriminació, ratificada per algun altre cas com és el de Francesc Aguiló i Pons, batle nacionalista d'esquerres de Campanet des de 1987 a 2007.
Tot això, però, no implica l'eliminació completa de conductes de rebuig als xuetes, com indica una enquesta duta a terme per la Universitat de les Illes Balears el 2001, en què un 30% dels mallorquins afirmà que no es casaria mai amb un xueta i un 5% declara que no desitja ni tenir amics xuetes, xifres que, tot i ser elevades queden matisades per la major edat dels que es posicionen en favor de la discriminació. Fins i tot, el mateix mot "xueta" és percebut com a impronunciable, tant per xuetes com per no xuetes, en considerar-la profundament ofensiva.
En els darrers anys s'ha creat l'associació ARCA-Llegat Jueu, el grup d'investigació Memòria del Carrer, l'Institut Rafel Valls, de caràcter religiós, la revista Segell i la ciutat de Palma s'ha integrat en la Xarxa de Juderies. Tot plegat implica començar a passar d'una actitud d'ocultació a l'expressió d'una realitat plural que es manifesta amb naturalitat.
El 2 de setembre de 2018 es va inaugurar a Palma el Memorial als xuetes, que recorda els 37 ajusticiats de l'any 1691.

## La qüestió xueta en la creació literària
Des de principis del segle xix, els xuetes han estat molt presents en la creació literària a les Illes Balears, però la qüestió xueta per ella mateixa també ha estat tema literari, més enllà dels límits insulars.
Probablement on més s'ha tractat ha estat en la poesia popular, i amb un to especialment agre, però no existeix un recull sistemàtic de la part que se n'ha conservat, tot i que a la bibliografia especialitzada se’n troben mostres esparses.
També existeix una abundant obra publicada en què el tema xueta hi té un important protagonisme, alguna d'alt valor literari com Mort de Dama o Dins el darrer Blau.

### Recull d'obres literàries
S'han inclòs també les referides al judaisme mallorquí:

#### Poesia
- Autos de fe celebrats per la Inquisició de Mallorca en els darrers anys del segle XVII, OLIVER GASÀ, Bartomeu, ca. 1691.
- L'adeu del Jueu, PICÓ i CAMPAMAR, Ramon, 1867.
- La filla de l'argenter, PICÓ i CAMPAMAR, Ramon, 1872.
- A S. M. el Rey, TARONGÍ CORTÈS, Josep, 1877.
- Der Chueta, LEVIN, D., 1884.
- Lo fogó dels juheus, PONS i GALLARZA, Josep Lluís, 1892.
- El xueta (cançó), D'EFAK, Guillem, 196?.
- Càbales del Call (poemari), FIOL i MÓRA, Bartomeu, 2005.

#### Novel·la i narració
- Jorge Aguiló o Misterios de Palma, INFANTE, Eduardo, 1866.
- Los muertos mandan, BLASCO IBÁÑEZ, Vicente, 1909.
- La mayorquine, GAUBERT, Ernest, 1914.
- Por el amor al dolor. Una chuetada, MONASTERIO, Antonia de, 1924.
- Mort de dama, VILLALONGA PONS, Llorenç, 1931.
- La custodia AGUILÓ AGUILÓ, Marià, 1956.
- Els emparedats, MOYÀ i GILABERT DE LA PORTELLA, Llorenç, 1958.
- Primera memoria, MATUTE, Ana Maria, 1960.
- El xueta, FERRA i MARTORELL, Miquel, 1984.
- Contes del Call, FERRA i MARTORELL, Miquel, 1984.
- Carrer de l'Argenteria, 36, SERRA i BAUÇA, Antoni, 1988.
- La por, ben AVRAHAM, Nissan, 1992.
- Dins el darrer blau, RIERA, Carme, 1994.
- La casa del pare, SEGURA AGUILÓ, Miquel, 1995.
- L’atlas furtiu, BOSCH, Alfred, 1998.
- Cap al cel obert, RIERA, Carmé, 2000.
- Abraham Savasorda, PLANAS, Rosa, 2001.
- Josep J. Xueta, POMAR, Jaume, 2001.
- El darrer xueta de Mallorca, AGUILÓ, Tano, 2002.
- Paradís d'orquídies, JANER MANILA, Gabriel, 2004
- Le maître des boussoles, REY, Pascale, 2004.
- La aguja de luz, TURRENT, Isabel, 2006.
- Els crepuscles més pàl·lids, LÓPEZ CRESPÍ, Miquel, 2009.

#### Teatre
- Entremès d'un fadrí gran pissaverde, anònim, segle xviii
- La cua del xueta, UBACH i VINYETA, Francesc d'Assis, 1881.
- Dilluns de festa major, MAYOL MORAGUES, Martí, 1955.
- El fogó dels jueus, MOYÀ i GILABERT DE LA PORTELLA, Llorenç, 1962.
- Els comparses, CORTÈS CORTÈS, Gabriel, 1963.
- A l'ombra de la Seu, VILLALONGA PONS, Llorenç, 1966.

#### Llibres de viatges i memòries
- Voyage dans les lles Baleares et Pithiuses, GRASSET DE SAINT-SAEVEUR, André, 1800-05.
- Notas y observaciones hechas en mi viaje y permanencia en Mallorca, DE CABANYES Y BALLESTER, Jose Antonio, 1837.
- Un hiver a Majorque,[Nota 28].SAND, George, 1839.
- Viaje a la isla de Mallorca en el estio de 1845, CORTADA, Juan, 1845.
- L'illa de la calma, RUSIÑOL, Santiago, 1919.
- Del meu temps, FORTEZA i PINYA, Miquel, 1926-1962.
- Babels i Babilònics,[Nota 29] FUSTER i ORTELLS, Joan.
- Diari 1957-58,[Nota 30] FUSTER i ORTELLS, Joan
- A dead branch on the tree of Israel, GRAVES, Robert, 1957.
- Memòria xueta. SEGURA AGUILÓ, Miquel. 1994.
- La nissaga d'un xueta, CORTÈS, Llorenç. 1995.
- Històries del Carrer, FORTEZA, Conxa. 2006.
- Arrels xuetes, ales jueves. SEGURA AGUILÓ, Miquel. 2007.